# 史密斯威森M340PD左輪手槍
史密斯威森M340PD（英語：Smith & Wesson Model 340PD）是一款由美国槍械公司史密斯威森旗下的性能中心以史密斯威森M340（史密斯威森M640的钪合金底把版本）為藍本研製及生產的5發式“J型底把”雙動操作式短槍管左輪手槍，發射.357 S&W馬格南或火力相對較弱的.38 S&W特種彈這二種子彈。

## 設計細節
史密斯威森M340PD的底把由钪增強鋁合金、钛合金弹巢和耐腐蚀钢製槍管內襯所構成。空槍時重量僅為12盎司（340克），上滿彈以後仍保持在1磅（0.45千克）以下。
由於無外置式擊錘，它以純雙動操作扳機進行射擊。它亦採用了集光HI-VIZ红色光纖準星和可調節的V型缺口式照門。整把左輪手槍表面具有消減防眩眩光的啞光黑色外觀，以及啞光灰色的弹巢。

## M&P340
M&P340是M340的衍生型，是史密斯&威森的M&P手槍系列的一部分。它具有物理气相沉积（PVD）塗層和不鏽鋼彈巢。它裝有XS Sights 24/7氚光夜間準星，重13.8盎司（391.22克，0.86磅）。它可以裝上或是不帶內置保險鎖。

## 設計限制
禁止使用彈丸重量小於120格令（7.8克）的彈藥，以免輕質射彈過快飛出以後，裝藥仍然在燃燒而造成底把侵蝕。在用戶手冊以上指出的另一個警告就是其後座力有著足夠的力度導致彈巢以內未被擊發的彈藥的彈殼後移導致彈丸移位，進而引致彈巢卡死。還有評論指出，在這些超輕型左輪手槍類型當中，因為該槍的槍管其實是鋼製內襯管而非單一實心的固體鋼製件，以致其準確度下降。

## 資料來源
1. 1 2 3 4 5 6  . Smith & Wesson.   [09-04-2019]. （原始内容存档于2020-12-03）.
2. 1 2 3 4 5 6  . Smith & Wesson.   [09-04-2019]. （原始内容存档于2020-11-25）.
3. ↑  Ramage, Ken. . Iola, Wisconsin: Gun Digest Books. 2006-11-16: 185  [2019-04-10]. ISBN 0-89689-415-0. （原始内容存档于2014-07-08）.
4. ↑  Shideler, Dan. . Iola, Wisconsin: F+W Media, Inc. 20-0802010: 188  [2019-04-10]. ISBN 1-4402-1624-X. （原始内容存档于2014-07-08）.
5. ↑  . www.smith-wesson.com.   [2015-09-25]. （原始内容存档于2015-09-25）.
6. ↑  Ayoob, Massad. (2002). The Gun Digest Book of Combat Handgunnery, 5th edition: Krause Publications. ISBN 0-87349-485-7

## 外部連結
- （英文）—Gunblast.com—Smith & Wesson 340 M&P Lightweight Centennial .357 Magnum Revolver （页面存档备份，存于）
- （英文）—Genitron－
  - Smith & Wesson 340PD （页面存档备份，存于）
  - Smith & Wesson M&P340 （页面存档备份，存于）
- （英文）—Georgia Gun Store.com—
  - Handguns - Smith & Wesson - 340 - S&W; 340PD AIRLITE SC 357 1.875" CENT
  - Handguns - Smith & Wesson - 340 - S&W; 340PD AIRLITE SC 357 1.875" HV
  - Handguns - Smith & Wesson - 340CT - S&W; M&P; 340 1.875" 357 BLK SC/STS LG
  - Handguns - Smith & Wesson - 340 - S&W; M&P; 340 1.875" 357 BLK SC/STS
- （英文）—GunsGunsGuns.net—
  - Smith & Wesson Model 340PD （页面存档备份，存于）
  - Smith & Wesson M&P340 （页面存档备份，存于）
  - Smith & Wesson M&P340 CT （页面存档备份，存于）